# Wahlen 1971
◄◄ | ◄ | 1967 | 1968 | 1969 | 1970 | Wahlen 1971 | 1972 | 1973 | 1974 | 1975 | ► | ►►

Weitere Ereignisse
Die Liste der Wahlen 1971 umfasst Parlamentswahlen, Präsidentschaftswahlen, Referenden und sonstige Abstimmungen auf nationaler und subnationaler Ebene, die im Jahr 1971 weltweit abgehalten wurden.

## Termine
| Land                | Datum               | Link zur Wahl 1971                     | Link zur vorigen Wahl | Bemerkungen |
| ------------------- | ------------------- | -------------------------------------- | --------------------- | --- |
| Kuwait              | 23. Januar          | Parlamentswahl in Kuwait               |                       | [ 1 ] |
| Haiti               | 30. Januar          | Referendum in Haiti                    |                       | In diesem Referendum sollten die Einwohner Haitis „entscheiden“, ob Jean-Claude Duvalier seinem Vater als Präsident nachfolgen soll |
| Antigua und Barbuda | 11. Februar         | Parlamentswahl in Antigua und Barbuda  |                       | |
| Indien              | 1.–10. März         | Parlamentswahl in Indien               |                       | |
| BR Deutschland      | 14. März            | Wahl zum Abgeordnetenhaus von Berlin   | 1967                  | |
| BR Deutschland      | 21. März            | Landtagswahl in Rheinland-Pfalz        | 1967                  | |
| Honduras            | 28. März            | Parlamentswahl in Honduras             |                       | [ 4 ] |
| Dänemark            | 16. April           | Parlamentswahl in Grönland             |                       | |
| Malawi              | 17. April           | Parlamentswahl in Malawi               |                       | [ 5 ] |
| BR Deutschland      | 25. April           | Landtagswahl in Schleswig-Holstein     | 1967                  | |
| Österreich          | 25. April           | Bundespräsidentenwahl in Österreich    | 1965                  | |
| Ungarn              | 25. April           | Parlamentswahl in Ungarn               |                       | [ 6 ] |
| Niederlande         | 28.–29. April       | Parlamentswahl in den Niederlanden     | 1967                  | Auflösung und damit Neuwahl beider Kammern auf Grund einer Verfassungsänderung                                                      |
| Liberia             | 4. Mai              | Parlamentswahl in Liberia              |                       | [ 8 ] |
| Trinidad und Tobago | 24. Mai             | Parlamentswahl in Trinidad und Tobago  |                       | [ 9 ] |
| Südkorea            | 25. Mai             | Parlamentswahl in Südkorea             |                       | [ 10 ] |
| Malta               | 12.–14. Juni        | Parlamentswahl in Malta                |                       | [ 11 ] |
| Island              | 13. Juni            | Parlamentswahl in Island               |                       | [ 12 ] |
| Bulgarien           | 27. Juni            | Parlamentswahl in Bulgarien            |                       | [ 13 ] |
| Indien              | 1. Juli             | Parlamentswahl in Indonesien           |                       | [ 14 ] |
| Iran                | 9. Juli             | Parlamentswahl im Iran                 |                       | Wahl der Abgeordnetenkammer und der Hälfte des Senats                                                                               |
| Ägypten             | 1. September        | Föderationsreferendum in Ägypten       |                       | |
| Libyen              | 1. September        | Föderationsreferendum in Libyen        |                       | |
| Barbados            | 9. September        | Parlamentswahl in Barbados             |                       | [ 16 ] |
| Ägypten             | 11. September       | Verfassungsreferendum in Ägypten       |                       | |
| Dänemark            | 21. September       | Parlamentswahl in Dänemark             |                       | [ 17 ] |
| Spanien             | 29. Sep. – 16. Nov. | Parlamentswahl in Spanien              |                       | [ 18 ] |
| BR Deutschland      | 10. Oktober         | Bürgerschaftswahl in Bremen            | 1967                  | |
| Österreich          | 10. Oktober         | Nationalratswahl in Österreich         | 1970                  | |
| Schweiz             | 30. Oktober         | Nationalratswahl                       | 1967                  | |
| Belgien             | 7. November         | Parlamentswahl in Belgien              |                       | Wahlen zum Senat und zum Repräsentantenhaus                                                                                         |
| DDR                 | 14. November        | Volkskammerwahl                        | 1967                  | |
| Tschechoslowakei    | 26.–27. Nov.        | Parlamentswahl in der Tschechoslowakei |                       | [ 20 ] |
| Uruguay             | 28. November        | Wahlen in Uruguay                      | 1966                  | |
| Schweiz             | 8. Dezember         | Bundesratswahl                         | 1969                  | |